# Kirby's Block Ball
 (octobre 2018).
Si vous disposez d'ouvrages ou d'articles de référence ou si vous connaissez des sites web de qualité traitant du thème abordé ici, merci de compléter l'article en donnant les références utiles à sa vérifiabilité et en les liant à la section « Notes et références ».
Kirby's Block Ball est un jeu vidéo créé par HAL Laboratory et sorti en 1996, réalisé en noir et blanc (8 couleurs sur Super Game Boy).

## Système de jeu
Cette nouvelle aventure de Kirby est en fait un casse-briques où la grosse boule rebondit sans cesse ; le joueur contrôle des palets, il y a diverses salles (une centaine) et des bonus.